# 游书力
游书力（1975年4月—），男，河南漯河人，中国有机化学家，中国科学院院士，中国化学会会士，现任中国科学院上海有机化学研究所副所长、研究员、博士生导师。

## 生平
1996年7月毕业于南开大学化学系，2001年7月于中国科学院上海有机化学研究所获博士学位。2001年9月至2004年1月，在美国斯克瑞普研究所作博士后。2004年2月至2006年4月，在美国诺华基因组学研究所任研究员。2006年4月加入中国科学院上海有机化学研究所，现任中国科学院上海有机化学研究所金属有机国际重点实验室主任，中国科学院上海有机化学研究所副所长。
曾获得中国化学会青年化学奖、第十四届中国青年科技奖、何梁何利基金青年创新奖、首届科学探索奖等，2017年获国家自然科学二等奖。2023年11月当选中国科学院院士。